# Iglesia de Santiago Apóstol (Orihuela)

La iglesia de Santiago Apóstol es un templo católico ubicado en la ciudad de Orihuela (Alicante, España), edificado en el siglo XV y con reformas de los siglos XVI y XVIII. Consta de una sola nave y capillas laterales entre contrafuertes; posee dos portadas y una torre campanario, y fue declarada Monumento Nacional en 1933, con la ley de 1985 Bien de Interés Cultural.

## Exterior

### Portadas

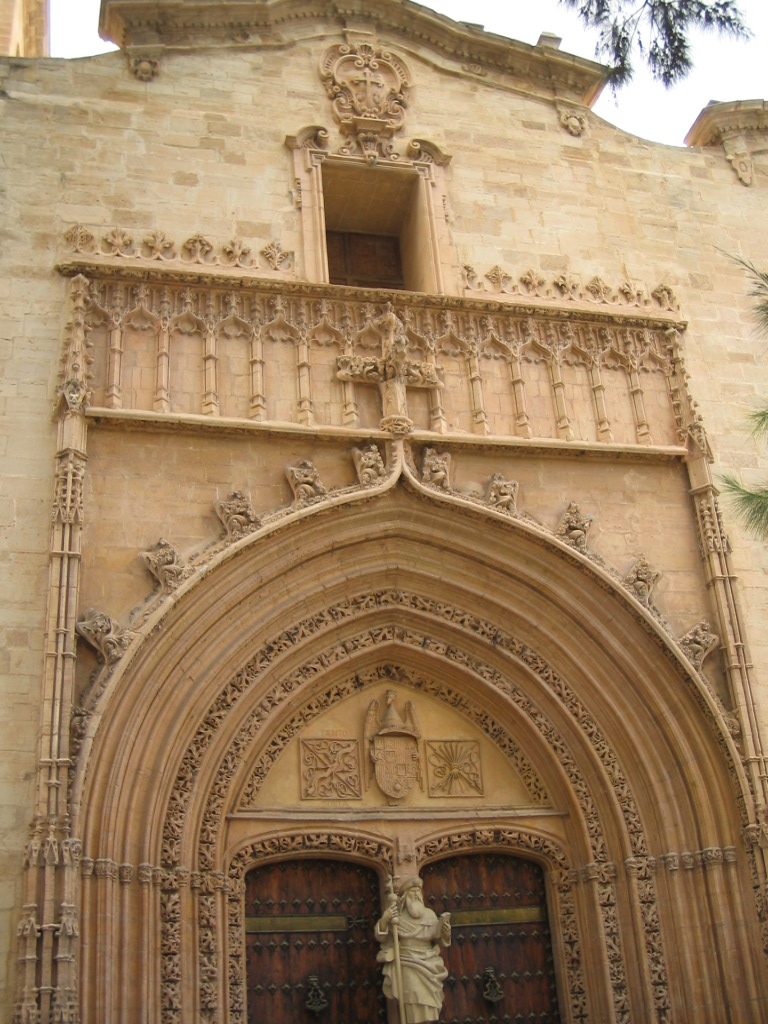
Fachada principal, de estilo gótico

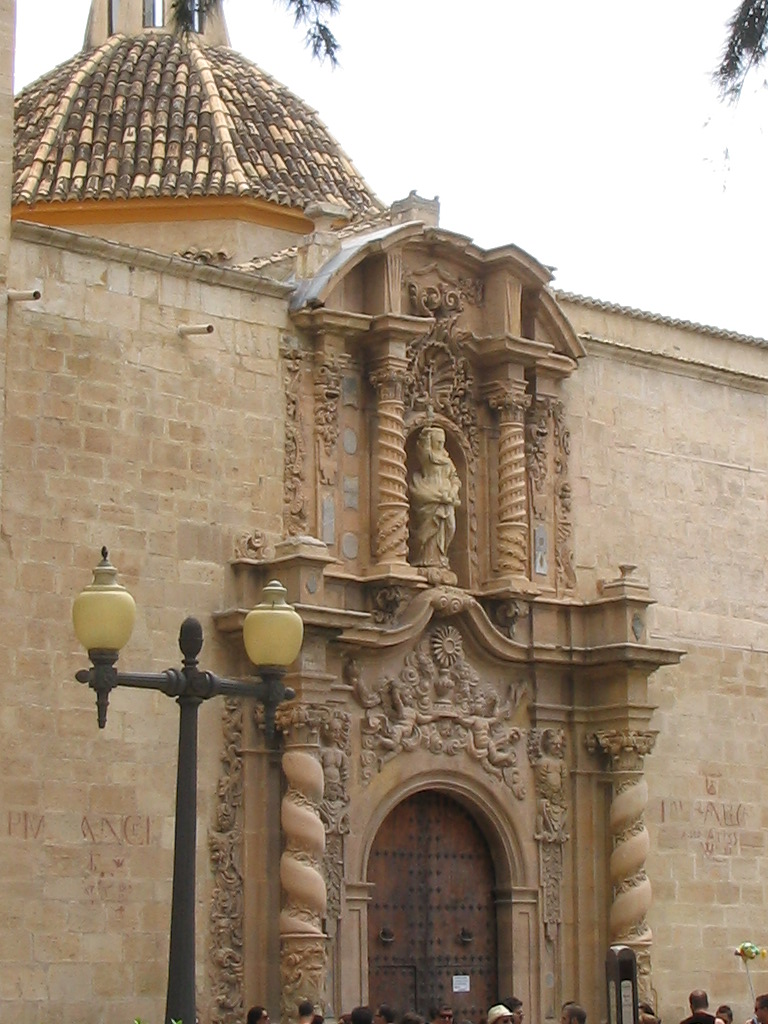
Portada lateral, de estilo barroco

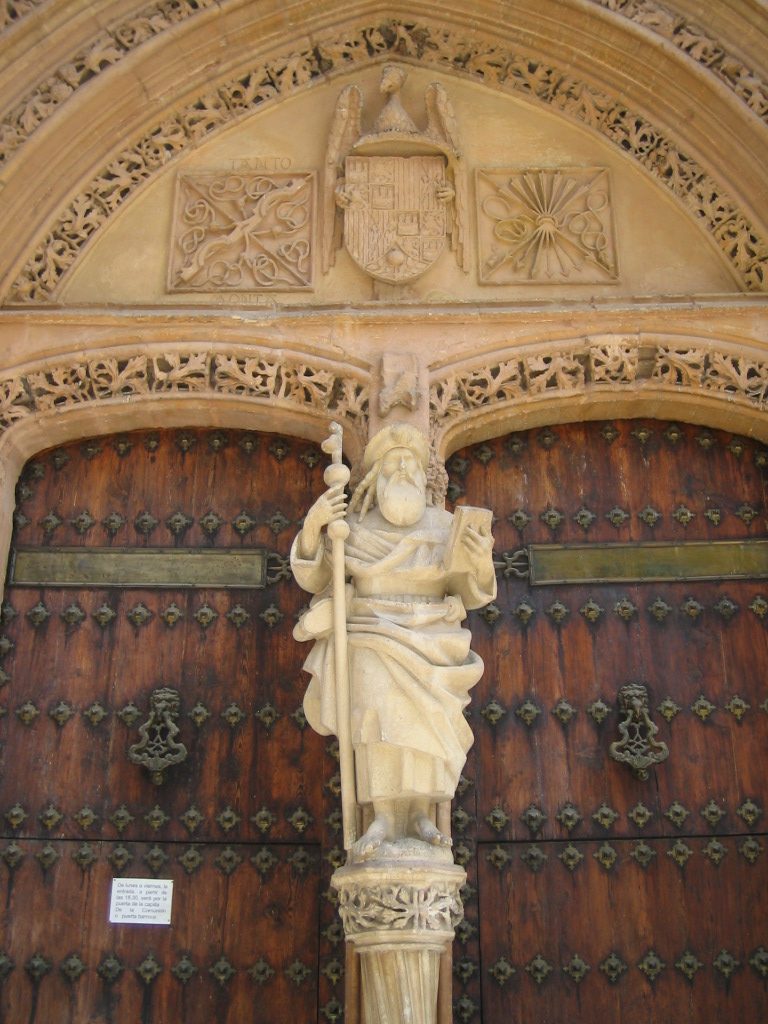
Imagen de Santiago Apóstol y el Escudo de los Reyes Católicos sobre la portada principal

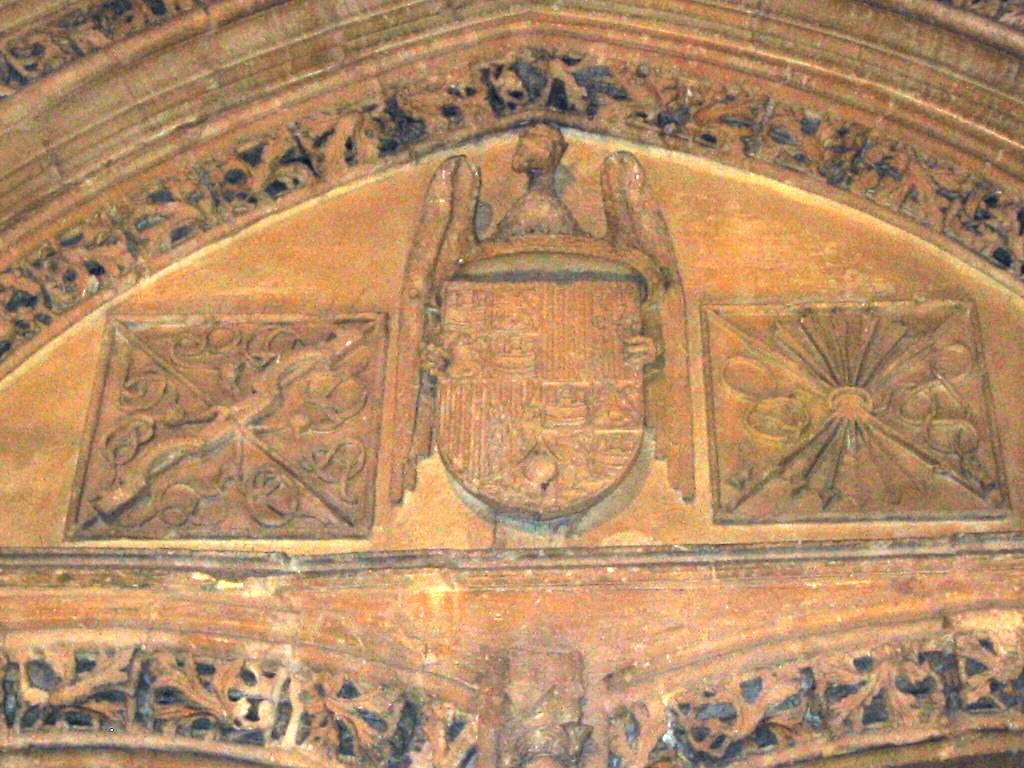
Escudo de los Reyes Católicos de la fachada principal

La portada principal es obra de estilo gótico isabelino o flamígero con tímpano y parteluz. Fue realizada en el siglo XV y es de formato grande. A través de ella se accede a la nave central de la iglesia. Las arquivoltas de la portada se encuentran decoradas por motivos vegetales y animales de modo muy profuso, creando la sensación de claroscuros gracias a las oquedades a que da lugar a dicha decoración. Sobre el tímpano campean los escudos de los Reyes Católicos, y el parteluz se encuentra decorado por una escultura de gran formato del santo titular del templo. Dicha escultura fue destruida en la Guerra civil y reconstruida por Ferrand en 1941.
La portada lateral es de estilo barroco, del siglo XVIII, y fue concebida como retablo de dos cuerpos. Por medio de ella se accede a la capilla de la Comunión, y su forma influyó en otras que se construyeron posteriormente en el resto de la Diócesis de Orihuela-Alicante, como la del monasterio de la Santa Faz. Su cuerpo superior se sostiene de dos columnas salomónicas, y sobre él se localiza la estatua de la fe, que sostiene la custodia con los ojos vendados.

### Torre
De planta prismática, se compone de tres cuerpos. El superior, donde se ubica el campanario, registra elementos del gótico, y recoge el estilo dejado por la torre de la catedral, que fue modelo para otras torres, como la de San Martín de Callosa de Segura. A diferencia de la catedral, la torre se integra plenamente en la fachada. Constituye uno de los mejores campanarios de la Comunidad Valenciana y posee además una carraca de tinieblas, uno de los pocos ejemplares que se conservan en la comunidad.

## Interior
La nave central ha sufrido diversas reformas, la más importante en el siglo XVIII al instalar un zócalo de mármol rojo y negro que recorre la nave, y es posible que bajo el mármol se halle su estructura gótica. Contiene una bóveda gótica realizada en terceletes, cuyas claves están decoradas con motivos alusivos a la ciudad y a la Corona de Aragón a excepción de la última, que posee la primera representación conocida de la Virgen de Monserrate, patrona de Orihuela.
A los pies de la nave se abre al lado norte el acceso a la torre, mientras que al sur se localiza el de la capilla de la Comunión. También a los pies del templo se localiza la pila bautismal, obra realizada en mármol rojo en el siglo XVIII. Del mismo material y estilo es el púlpito, realizado en diversos colores por el arquitecto italiano Bernardino Rippa.

### Capillas

#### Capilla Mayor
La Capilla Mayor está presidida por un tabernáculo realizado en mármol de diversos colores y diseñado por Bernardino Rippa. Se encuentra decorada por un apostolado obra de José Puchol, al igual que las imágenes del tabernáculo. El nicho del mismo se encuentra decorado por policromía y rocallas realizadas en plata corlada. Su parte superior, también decorada por policromía, está decorado arquitectónicamente con casetones salientes.
El presbiterio, de estilo renacentista y planta 
elíptica, fue diseñado por 
Jerónimo Quijano a modo de estancia independiente del resto del templo. Se encuentra separado del templo por un arco toral realizado y decorado a modo de arco del triunfo romano. Contiene una bóveda descentrada siguiendo los trabajos que empezó Quijano en la Catedral de Jaén con Andrés de Vandelvira como arquitecto de la Diócesis de Cartagena.
Delante del presbiterio se localiza el coro tallado en madera; sus espaldas están decoradas con mármol, siguiendo el diseño de Rippa. Sobre el mismo, en el intradós del arco de acceso, cuelgan dos lámparas de plata del siglo XVIII, mediante dos pértigas de madera decoradas en el XVIII por José de Ganga y Ripoll.

#### Capilla de la Comunión
De estilo Neoclásico, se accede a ella desde los pies del templo, a través de una forja barroca. Fue dotada en el siglo XVIII por el obispo Juan Elías Gómez de Terán con un retablo barroco de grandes dimensiones, y dedicado a San Francisco de Paula. Consta de un tabernáculo tallado en madera y dorado.
La capilla posee una cúpula sobre pechinas decoradas con cuatro lienzos de Antonio Villanueva dedicados a los santos padres (San Agustín, San Anselmo, San Jerónimo y San Gregorio).

#### Capillas colaterales
- Capilla de la Sagrada Familia: posee un conjunto de la Sagrada Familia, obra realizada en 1765 por Francisco Salzillo, así como los santos Dominicos, obra del mismo autor en 1755.
- Capilla de la Inmaculada: destaca una imagen de Esteve Bonet, del siglo XVIII, y un conjunto de la Sagrada Familia de la Virgen, compuesta de Santa Ana, San Joaquín y la Virgen niña, de la misma época y realizado por Ignacio Castell.
- Capilla de la Virgen de los Dolores: se abre en el lado del Evangelio de la nave central, y anteriormente fue la capilla de la Inmaculada. Es de estilo neoclásico, y fue realizada en mármol. Posee un retablo dorado, decorado por siete lienzos de Antonio Llopis, en su ático se localiza un lienzo de la Sagrada Cena de Cristo, todo obra del XVIII. También se encuentra en la capilla un lienzo de Antonio Villanueva, dedicado a la Sagrada Familia.
- Capilla del Cristo del Consuelo: ubicada a los pies de la capilla de los Dolores, denominación que tuvo con anterioridad. Fue obra de José Puchol Rubio en el siglo XVIII.

### Sacristía
La sacristía es de planta octogonal y fue realizada en el siglo XVI en estilo renacentista-plateresco. Posee una bóveda cupulada y dos portadas platerescas: una permite el acceso desde ella al presbiterio y otra al vestidor. En su entrada se conserva un arco gótico que daba acceso al antiguo púlpito.
Está decorada con mobiliario barroco del siglo XVIII, dorado y decorado con motivos vegetales y rocallas. En su centro se encuentra la imagen de Cristo Crucificado, obra del siglo XVIII de Esteve Bonet.

### Órgano
El órgano de la iglesia es de estilo barroco, alternando pintura y escultura, ésta dorada. En la parte superior se localiza un óvalo que recuerda el estilo de los centroeuropeos, y que dejaba pasar la luz a través de un ventanal dispuesto en su trasera, que pretendía ampliar la luz en la capilla de la Inmaculada, situada frente al órgano. Posee dos puertas con tablas dedicadas a Santa Cecilia y otros santos músicos.

### Colección pictórica
El templo posee una amplia colección de pintura que decora su interior, con obras de la escuela de Vicente López, de Antonio Villanueva y otros, que abarca en la cronología desde el siglo XVII hasta el XIX. A su vez posee una importante colección de orfebrería con piezas desde el gótico hasta el siglo XIX, destacando el cáliz Magno regalado por la Orden de Santiago, el cáliz del Rey regalado por Felipe III en 1603, la custodia grande obra del siglo XVIII, y el templete de la custodia procesional, obra neogótica.